# 察哈爾街
察哈爾街（Chaha-er St.）為高雄市三民區的東西向主要街道，本街道共分成二個部分。東起於孝順街口，雖途中止於十全一路94巷口（高雄醫學大學東側），但從自由一路可再接回（高醫西側），西止於自立一路口。往西續接同協路可到同盟三路。為三民區東邊往來中都地區的重要街道。

## 行經行政區域
- 三民區

## 分段
察哈爾街共分成二個部分：
- 察哈爾一街：東起於孝順街口，途中止於十全一路94巷口，再從自由一路口接回。西於博愛一路口接察哈爾二街。
- 察哈爾二街：東於博愛一路口接察哈爾一街，西止於自立一路口接同協路。

## 沿線設施
- 察哈爾一街
  - 高雄醫學大學
  - 高雄市立三民國民中學
  - 三民公園
    - 高雄市立圖書館三民分館（三民公園內）
    - 三民公園老人活動中心（三民公園內）

  - 捷運後驛站

- 察哈爾二街
  - 捷運後驛站
  - 三民區公所（哈爾濱街215號）
  - 文雄醫院
  - 高雄市三民區十全國小
  - 高雄市百貨商業同業公會

## 公車資訊
- 察哈爾二街
  - 漢程客運
    - 紅30 忠誠路口－林森路口（高雄火車站）
    - 紅31 大裕路－林森路口（高雄火車站）

  - 南台灣客運
    - 紅28 客家文物館－汾陽路口（經十全路）（部分班次延駛至察哈爾街口）
    - 301 加昌站－林森路口（高雄火車站）

## 公共自行車
- 高雄市公共自行車租賃系統：
  - 自由察哈爾一街口：自由一路/察哈爾一街口(東北側)
  - 三民公園(北側)：察哈爾一街/大連街(西南側)
  - 捷運後驛站(2號出口)：博愛一路/察哈爾一街口東北側
  - 捷運後驛站(1號出口南側)：博愛一路/察哈爾一街口西南側
  - 三民區公所：哈爾濱街/察哈爾二街(西南側)